# 北京之春
北京之春是1977年—1979年中華人民共和國北京市的一場民主运动，这个名字源自“布拉格之春”，后者是在1968年捷克斯洛伐克国内发生的一场政治民主化运动。
该运动的原因被认为是由魏京生撰写的大字報《第五个现代化：民主及其他》引发的，他因此被判处15年徒刑。文章指出，劳动群众在现代化中掌权至关重要，共产党由党内保守派统治，人民必须通过长期的血战来战胜保守派。

## 经过
1977年，在周恩来逝世一周年时，悼念周恩來的大字报出现在北京天安门广场的“毛主席紀念堂”工地围墙上。后来该围墙拆除了，人们就把大字报贴到了北京西单38路公共汽车总站背后工地的围墙上，因此西单的这面墙壁迅速成为运动的象征，被人们称作“民主墙”。一开始，大字报表达了人们对文革以来乱局的不满，之后发展到对时政的批评，最后进一步演变为独立民间社团的定期非正式刊物。
1978年12月5日在“西单民主墙”上展示了一份名为《第五个现代化：民主及其他》的大字报，签名为「金生」。他敦促中国共产党关注30年的独裁统治以及既不自由也不民主的现状。这个“金生”就是魏京生。他提出了第五個现代化（民主），源于当时共产党的口号“四个现代化”（农业、工业、国防和科学技术现代化）。 
1979年1月8日，周恩來逝世三周年纪念日，北京维权上访女工傅月華率领数千名上访群众，到天安门广场示威遊行，他們手持白色床單做成的横幅，高叫“反饑餓、反迫害、要民主、要人權”的口號。同日，魏京生编辑出版了《探索》杂志，并将这次运动命名为“北京之春”，这个名字源于1968年的“布拉格之春”。从那时起，自1978年秋季以来兴起的在“西单民主墙”张贴大字报的行为被称为“北京之春”。
1月9日晨，傅月華被逮捕。《探索》、《四五論壇》、《中國人權》开展呼吁释放傅月華的抗议活动。
3月22日，《北京日報》發表《人權不是無產階級的口號》一文。3月25日，魏京生贴出大字报《要民主还是要新的独裁》，他写道：“任何政治领导人作为个人都不应获得人民的无条件信任。假如他实行的是对人民有利的政策，他领导人民走的是通向和平繁荣的道路，我们就应当信任他，我们信任的是他的政策和他要走的道路。假如他实行的是损害人民利益的政策，他要走的是独裁和反人民的道路，人民就应当反对他。同样人民反对的是他损害人民利益和侵害人民正当权利的政策和反人民的道路。按照民主的原则，任何权威也必须在人民的反对面前低头。”他直言邓小平走的是独裁路线，是一名不折不扣的独裁者。
3月29日，北京市革命委员会发布《维护首都社会秩序》的通告称：「凡是反对社会主义、反对无产阶级专政、反对共产党的领导、反对马列主义、毛泽东思想，泄露机密，违反宪法和法律的标语、海报、大字报、小字报及书刊、画册、唱片、图片等，一律禁止」；同日，北京市公安局发布六条通告，禁止“妨碍交通的集会、游行”；“冲击党、政、军机关和企业、事业单位”；“造谣惑众，煽动闹事”；“拦截车辆，无票乘车”；“任意张贴和涂写标语、海报、大小字报”等活动。《通告》发出后，北京市公安局當日逮捕了魏京生和“中国人权同盟”对外联络人陈旅。
3月30日，邓小平在全国理论工作务虚会上发表讲话说：“我们将坚持四项基本原则。”坚持“社会主义道路”，“无产阶级专政”，“共产党指导”，“马克思列宁主义和毛泽东思想”四项原则。校友的逮捕和“四项基本原则”宣告了“民主墙”运动的结束。
10月1日，以王克平、徐文立、马德升、楊靖等领头的几百个民主墙人士为主的民间“星星美展”，在北京长安街举行和平示威游行，他們要求政治民主和艺术自由。

## 结束
1979年10月16日，魏京生被以反革命罪及向外电记者出卖中越战争情报为罪名，被判处有期徒刑15年，剥夺政治权利3年。
11月，第五届人民代表大会第二次会议作出决议：取缔“西单墙”。12月6日，北京市革命委员会发出通告，规定除在自己所在单位张贴大字报外，所有大字报一律集中到月坛公园，且要填报真名和其他资料，禁止在西单墙和其他地方张贴大字报。
1980年8月底至9月上旬，在北京举办的五届全国人大三次会议上，全国人大常委会将提交审议并被表决通过“关于修改《中华人民共和国宪法》第四十五条的决议”。该决议决定取消原第四十五条中“公民有运用‘大鸣、大放、大辩论、大字报’的权利”的规定。

## 后续
1993年，中国政府在强大的国际舆论压力下和为了争取奥运会主办权，释放了一批著名异议人士，魏京生于9月14日获假释出狱。
1994年2月，魏京生会见访问北京的美国国务院民主、人權和勞工事務局助理國務卿約翰·沙特克。4月1日，他被北京警方以“收容审查”名义关押。1995年11月21日魏京生被正式逮捕，12月13日被北京市第一中级人民法院以“阴谋颠覆政府罪”判处有期徒刑14年和剥夺政治权利3年。1997年11月16日，中国政府又为了争取奥运会主办权，将魏京生以“保外就医”名义直接押送机场流放到美国，结束了十八年的监禁。在美国期间，魏京生由哥伦比亚大学提供了办公室、公寓等设备以研究与中国相关的问题。 
1998年，魏京生被推举为中国民主运动海外联席会议主席，并与八九学运领袖王丹获得美国国家民主基金会的“民主奖”。